# San Jerónimo en meditación
San Jerónimo penitente es un cuadro del pintor italiano Michelangelo Merisi da Caravaggio actualmente conservado en el Museo del monasterio de Montserrat. Caravaggio solía pintar variantes o reproducciones sutiles de sus trabajos, y en este caso hubo de basarse en el San Jerónimo escribiendo ahora custodiado en la Galería Borghese de Roma. Esta pintura, a diferencia de aquella, muestra a un Jerónimo arrugado, derrotista, y en una dolorosa meditación.
Según un inventario de 1638, el San Jerónimo de Montserrat hubo de pertenecer a uno de los principales clientes de Caravaggio, el banquero Vincenzo Giustiniani, y a su hermano Benedetto, que llegó a ser cardenal y reunió múltiples pinturas religiosas. En 1915 este cuadro fue adquirido para el monasterio catalán bajo la atribución a José de Ribera, y fue en 1943 cuando el historiador de arte Roberto Longhi desveló la autoría de Caravaggio. 
Es uno de los cuatro originales seguros del maestro tenebrista conservados en colecciones públicas de España; los restantes pertenecen al Museo del Prado (David, vencedor de Goliat), Museo Thyssen-Bornemisza (Santa Catalina de Alejandría) y Patrimonio Nacional (Salomé con la cabeza del Bautista).